# Longisquama
Longisquama is een geslacht van uitgestorven reptielen, behorend tot de groep van de Avicephala die tijdens het Trias leefde in het huidige Kirgizië. De enige benoemde soort is Longisquama insignis.

## Naamgeving en vondstomstandigheden
Het dier is in 1970 beschreven door Alexandr Sjarov. De geslachtsnaam betekent 'lange schub', een verwijzing naar de lange rugschubben. De soortaanduiding betekent 'onaanzienlijk', een verwijzing naar de geringe afmetingen.

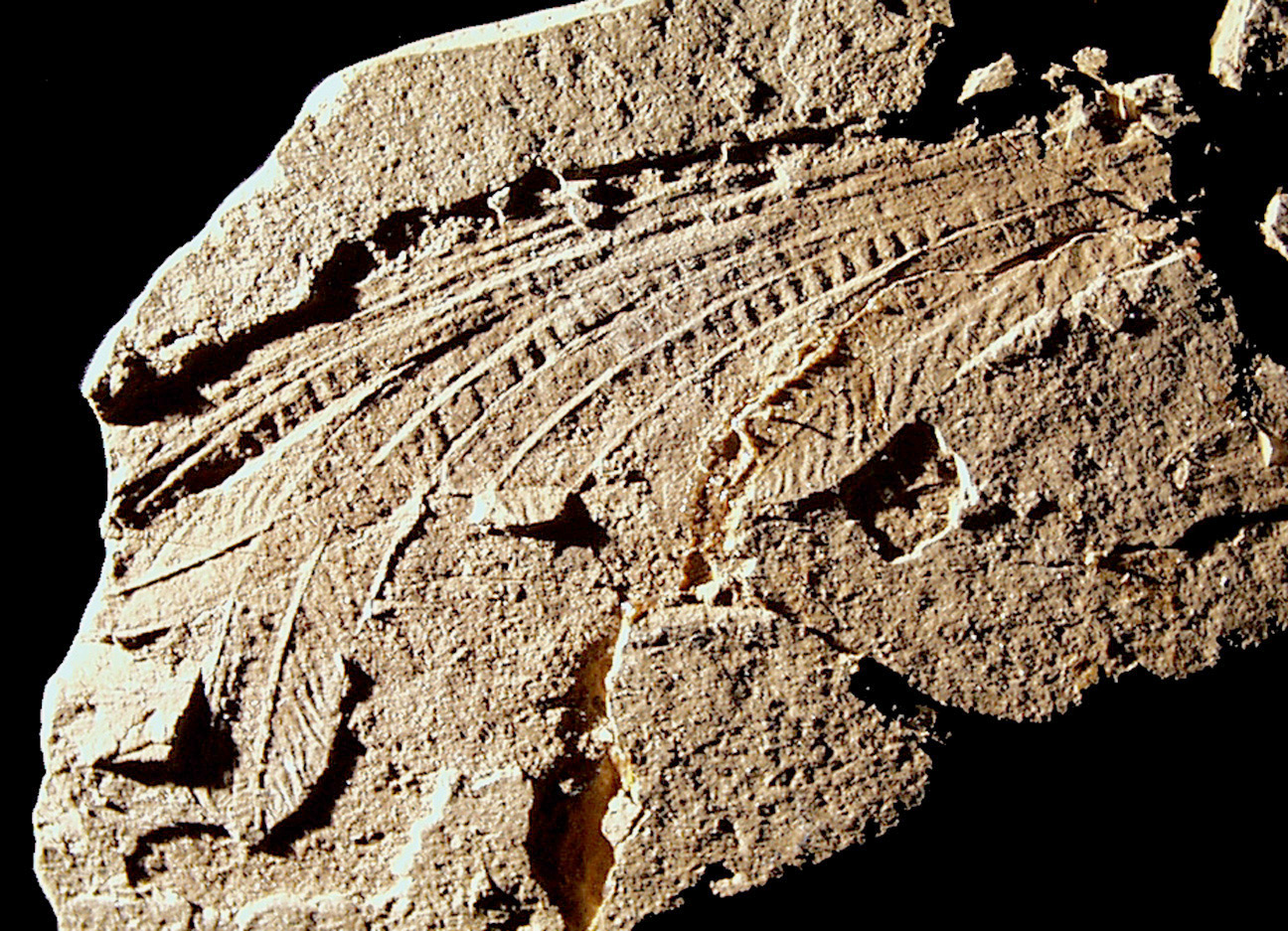
PIN 2584/9

Het fossiel, holotype PIN 2584/4, bestaat uit een doormidden gespleten plaat schalie met op beide zijden de voorste helft van een skelet. Dit is erg platgedrukt en er zijn weinig details te zien. De aardlaag waarin het aangetroffen werd, behoort tot de Madjgen Switaformatie, een dikke afzetting van riviersedimenten, die gedateerd wordt in het Ladinien-Carnien, 230-225 miljoen jaar oud. In 1970 werd nog gedacht dat die ouder was, uit het Vroeg-Trias. De vindplaats ligt bij Dzjaljau-Tsjo in het zuiden van Kirgizië, in de provincie Osj. Het fossiel werd bij toeval gevonden binnen het kader van een project om, gezien de uitstekende conservering die de laag kenmerkt, fossiele geleedpotigen te ontdekken; daarbij werd ook het al even opzienbarende reptiel Sharovipteryx aangetroffen. Tot nu toe zijn geen andere vondsten van het skelet van Longisquama gedaan. Wel werden er al bij de eerste expeditie vijf platen geborgen met afdrukken van rugschubben; vier daarvan werden aangewezen als de paratypen: PIN 2584/5 toont één schub; PIN 2584/6 twee, PIN 2584/7 weer één en PIN 2584/9 laat er vijf zien. In het begin van de twintigste eeuw werden daarvan bij hernieuwde opgravingen weer een aantal gevonden, die meer detail lieten zien. In 2007 werden deze beschreven als specimina FG 596/V/1, FG 596/V/2 en FG 586/V/3, ieder bestaande uit een enkele schub.

## Beschrijving
Longisquama was een klein dier met een lengte van vermoedelijk nog geen tien centimeter; de voorste helft van het lichaam die op het fossiel te zien is, is zo'n vier centimeter lang. Het gewicht kwam niet boven de twintig gram. De schedel is spits toelopend. Het voorste puntje ervan ontbreekt. De oogkassen zijn groot. Er lijkt een fenestra antorbitalis, een opening vóór de oogkas, te zijn maar het kan ook gaan om een beschadiging. Op het achterhoofd zaten misschien twee kleine uitsteeksels naar achteren, maar dat kan ook verplaatste schedeldelen betreffen. In de bovenkaak stonden twaalf of dertien tanden, in de onderkaak zestien of zeventien, dus er waren zesenvijftig tot zestig tanden in totaal. De tanden zijn klein en kegelvormig, ze staan niet in tandkassen. De nek is kort en heeft zeven halswervels. Er zijn geen nekribben zichtbaar. Alleen de zeven voorste ruggenwervels zijn bewaard gebleven, verbonden aan lange smalle ribben. Het schouderblad is lang en dun. Het ravenbeksbeen is kort. De lange sleutelbeenderen zijn verbonden via een os interclaviculare. Het opperarmbeen is slank, licht gebogen en gelijk in lengte aan de ellepijp en het spaakbeen in de onderarm, die recht zijn en ook vrij slank. De armen stonden misschien recht onder het lichaam, hoewel ze bij het fossiel in een spreidstand bewaard zijn gebleven. Van de linkerhand ontbreken de vingers; de rechterhand is even lang als het opperarmbeen. Er zijn vijf vingers, de vijfde is sterk gereduceerd. Het voorlaatste kootje van de vingers is verlengd, een teken van een klimmende levenswijze. Er zijn vrij lange, licht gebogen, klauwen.

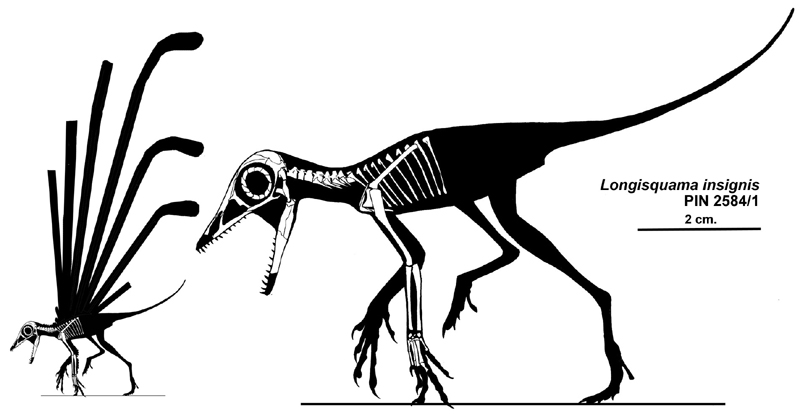
Een interpretatie van het skelet van Longisquama, als een hoog op de poten staand dier, door J. Headden

Een latere interpretatie door Headden

Naast de skeletdelen toont het fossiel ook schubben. Onder de hals lijkt een keelzak zichtbaar te zijn, die overdekt is met langwerpige overlappende schubben met een lengte van 1,75 en een breedte van 0,3 millimeter. Die zijn ook aanwezig op de voorkant van de armen; op de achterkant zijn de schubben meer rond van vorm met een breedte van een millimeter. Het meest spectaculaire kenmerk van Longisquama vormen de zeer langgerekte rugschubben, waarvan er zeven bewaard zijn gebleven. Ze zijn vier keer zo lang als de romp, tien à vijftien centimeter, en afgeplat; bovenaan lopen ze verwijd uit in een bocht naar achter en eindigen afgerond. Ze zijn aan het uiteinde zo'n twee centimeter breed. In het midden lijkt een soort schacht zichtbaar te zijn. De rand bestaat uit een dunne vrij gladde strook die plots overgaat in een zone van dwarslopende ribbels die aan de schacht vastzitten. De andere platen met rugschubben tonen er maximaal vijf. Bij schub FG 596/V/1 is de bewaarde lengte 28,9 centimeter, dus ongeveer twee maal zo lang als de langste schub bij het holotype, en kennelijk toebehorend aan een achtmaal zo groot exemplaar.

## Taxonomie

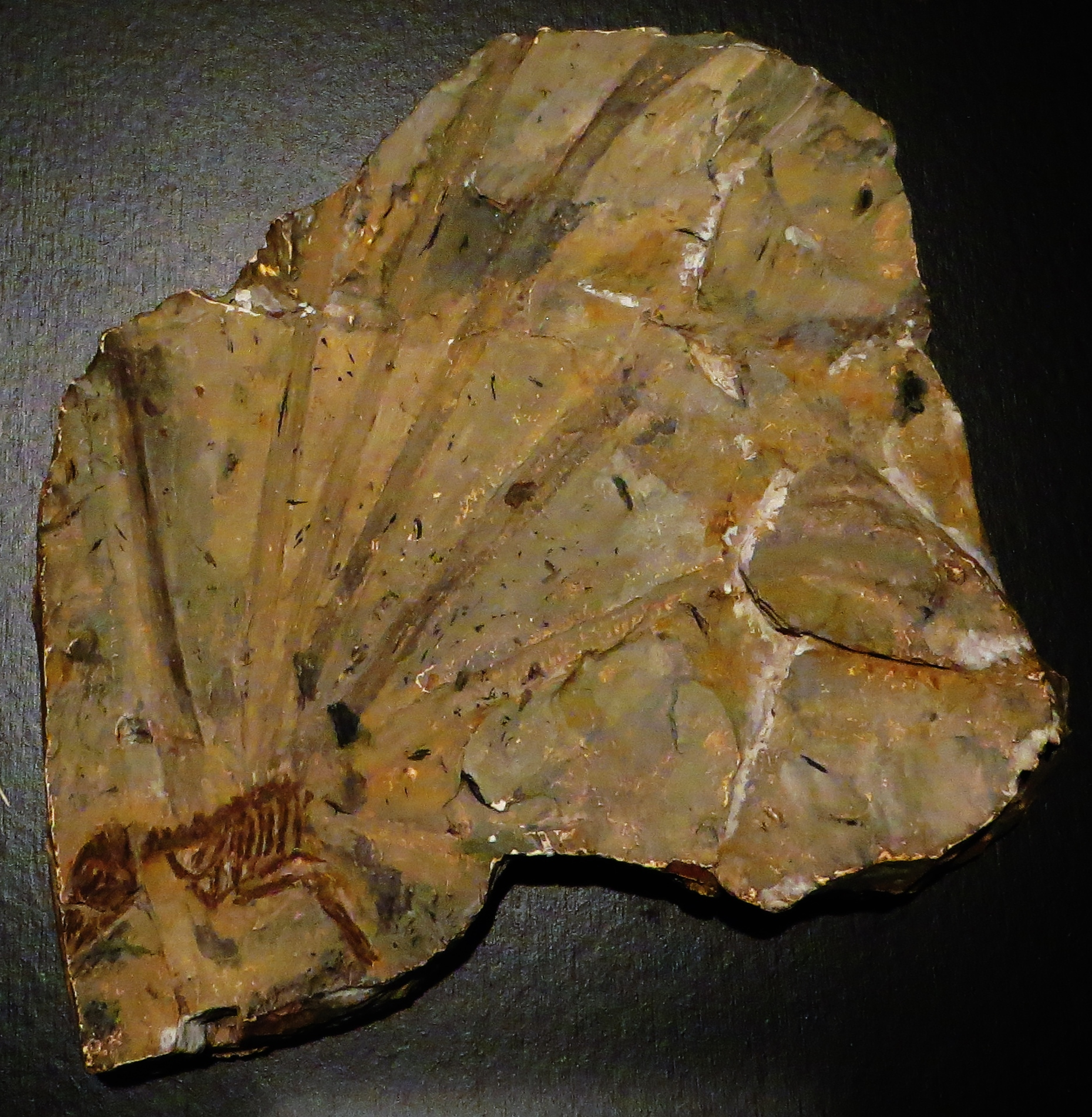
Een beschilderd gipsafgietsel van het holotype

Sjarov deelde in 1970 Longisquama in bij de Pseudosuchia, in die tijd een verzamelnaam voor basale archosauriërs. Hij schiep ook de aparte familie Longisquamidae. Longisquama zelf was daarvan de enige bekende soort en deze familie zei dus niets over de verwantschappen ervan. Dat het dier, zoals Sjarov meende, een fenestra antorbitalis had en ook een zijdelingse opening in de onderkaak, zou erop wijzen dat het tot de Archosauriformes behoort. Deze kenmerken zijn echter slecht waarneembaar en zouden beschadigingen kunnen zijn; het gat in de onderkaak ligt ook op de verkeerde plaats, te veel naar achteren. Daarbij zijn het ontbreken van tandkassen en de aanwezigheid van een verbeend interclaviculare erg basale eigenschappen, die volgens David Unwin een aanwijzing vormen dat Longisquama zelfs niet tot de Archosauromorpha behoort maar tot de Lepidosauromorpha.
Michael Benton meende in 1993 nog dat het dier erg afgeleid was en in de Ornithodira geplaatst moest worden. Daarmee zette hij een hypothese van Sjarov voort, dat de schubben van Longisquama een vroege voorloper van de veren waren en het interclaviculare een voorloper van het vorkbeen van de vogels. In 1970 werd de raadselachtige oorsprong van de vogels meestal ergens bij de pseudosuchiërs gedacht. In 1993 was het duidelijk geworden dat vogels dinosauriërs waren; om een verband met Longisquama te handhaven, moest die soort dus een erg afgeleide positie toebedacht worden.
Al deze studies waren niet exact. Een eerste kladistische analyse van Senter toonde in 2004 aan dat Longisquama behoort tot een klade Avicephala, samen met de Drepanosauridae en als zustertaxon van Coelurosauravus. Dit zou betekenen dat het dier een tamelijk basale diapside was, nog dieper in de stamboom gelegen dan de Archosauromorpha of de Lepidosauromorpha, en er geen enkel verband is met de afstamming van de vogels. Het hoofd van het dier vertoont slechts een oppervlakkige gelijkenis met dat van vogels, een geval van convergente evolutie.
Een analyse uit 2025 had de volgende uitkomst.
|  | Longisquama |
|  |             |
|  | Mirasaura   |
|  |             |

|  | Dolabrosaurus                                                |
|  |                                                              |
|  | Megalancosaurus                                              |
|  |                                                              |
|  | \| \| Avicranium \| \| \| \| \| \| Drepanosaurus \| \| \| \| |
|  |                                                              |
|  | Avicranium                                                   |
|  |                                                              |
|  | Drepanosaurus                                                |
|  |                                                              |

|  | Avicranium    |
|  |               |
|  | Drepanosaurus |
|  |               |

|  | Dolabrosaurus                                                |
|  |                                                              |
|  | Megalancosaurus                                              |
|  |                                                              |
|  | \| \| Avicranium \| \| \| \| \| \| Drepanosaurus \| \| \| \| |
|  |                                                              |
|  | Avicranium                                                   |
|  |                                                              |
|  | Drepanosaurus                                                |
|  |                                                              |

|  | Avicranium    |
|  |               |
|  | Drepanosaurus |
|  |               |

|  | Longisquama |
|  |             |
|  | Mirasaura   |
|  |             |

|  | Dolabrosaurus                                                |
|  |                                                              |
|  | Megalancosaurus                                              |
|  |                                                              |
|  | \| \| Avicranium \| \| \| \| \| \| Drepanosaurus \| \| \| \| |
|  |                                                              |
|  | Avicranium                                                   |
|  |                                                              |
|  | Drepanosaurus                                                |
|  |                                                              |

|  | Avicranium    |
|  |               |
|  | Drepanosaurus |
|  |               |

|  | Dolabrosaurus                                                |
|  |                                                              |
|  | Megalancosaurus                                              |
|  |                                                              |
|  | \| \| Avicranium \| \| \| \| \| \| Drepanosaurus \| \| \| \| |
|  |                                                              |
|  | Avicranium                                                   |
|  |                                                              |
|  | Drepanosaurus                                                |
|  |                                                              |

|  | Avicranium    |
|  |               |
|  | Drepanosaurus |
|  |               |

|  | Longisquama |
|  |             |
|  | Mirasaura   |
|  |             |

|  | Dolabrosaurus                                                |
|  |                                                              |
|  | Megalancosaurus                                              |
|  |                                                              |
|  | \| \| Avicranium \| \| \| \| \| \| Drepanosaurus \| \| \| \| |
|  |                                                              |
|  | Avicranium                                                   |
|  |                                                              |
|  | Drepanosaurus                                                |
|  |                                                              |

|  | Avicranium    |
|  |               |
|  | Drepanosaurus |
|  |               |

|  | Dolabrosaurus                                                |
|  |                                                              |
|  | Megalancosaurus                                              |
|  |                                                              |
|  | \| \| Avicranium \| \| \| \| \| \| Drepanosaurus \| \| \| \| |
|  |                                                              |
|  | Avicranium                                                   |
|  |                                                              |
|  | Drepanosaurus                                                |
|  |                                                              |

|  | Avicranium    |
|  |               |
|  | Drepanosaurus |
|  |               |

|  | Longisquama |
|  |             |
|  | Mirasaura   |
|  |             |

|  | Dolabrosaurus                                                |
|  |                                                              |
|  | Megalancosaurus                                              |
|  |                                                              |
|  | \| \| Avicranium \| \| \| \| \| \| Drepanosaurus \| \| \| \| |
|  |                                                              |
|  | Avicranium                                                   |
|  |                                                              |
|  | Drepanosaurus                                                |
|  |                                                              |

|  | Avicranium    |
|  |               |
|  | Drepanosaurus |
|  |               |

|  | Dolabrosaurus                                                |
|  |                                                              |
|  | Megalancosaurus                                              |
|  |                                                              |
|  | \| \| Avicranium \| \| \| \| \| \| Drepanosaurus \| \| \| \| |
|  |                                                              |
|  | Avicranium                                                   |
|  |                                                              |
|  | Drepanosaurus                                                |
|  |                                                              |

|  | Avicranium    |
|  |               |
|  | Drepanosaurus |
|  |               |

## Levenswijze

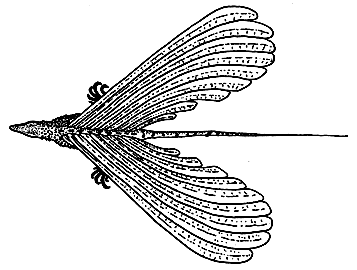
De schubben geïnterpreteerd als gepaarde vleugels

Longisquama heeft duidelijke aanpassingen voor een klimmende levenswijze: een krachtige schoudergordel en grote handen met lange voorlaatste kootjes in de vingers. De kleine kegelvormige tanden wijzen op een dieet dat uit insecten en andere geleedpotigen bestaat.
De functie van de rugschubben is zeer omstreden. Voor een boomdier is het zeer nuttig de gevolgen van een val te beperken. Sjarov suggereerde in 1970 dan ook dat de 'pluimen' het dier in staat stelden te parachuteren: de valsnelheid door de extra luchtweerstand tot een ongevaarlijk maximum te begrenzen. Daarvoor nam hij aan dat de rugschubben gepaard waren en dat ieder paar met de voorzijde aan elkaar verbonden was. Die verbinding zou bovenaan doorlopen tot aan de onderzijde van het gebogen gedeelte zodat daar een waar parachuutje gevormd zou worden. De Britse paleontoloog Lambert Beverly Halstead ging in 1975 nog een stap verder en opperde dat de schubben dienden voor een glijvlucht. De paren zouden links en rechts zijdelings uiteen gestaan hebben, zodat een reeks vleugels ontstond. In 1987 sloten Hartmut Haubold en Eric Buffetaut zich daarbij aan. De vleugel zou van voren het breedst geweest zijn, omdat de schubben daar langer waren, en van achteren spits toelopen. Huidspieren zouden het geheel hebben kunnen opheffen of laten zakken. Het probleem met de glijtheorie is echter dat er eigenlijk helemaal geen aanwijzingen zijn dat de schubben gepaard waren. Sjarov gaf al als alternatief dat de schubben voor isolatie dienden; Halstead dat ze roofdieren zouden hebben doen afschrikken. Tegenwoordig wordt vaak aangenomen dat ze functioneerden als geslachtskenmerk en dus een gevolg zijn van seksuele selectie.

## Alternatieve interpretaties

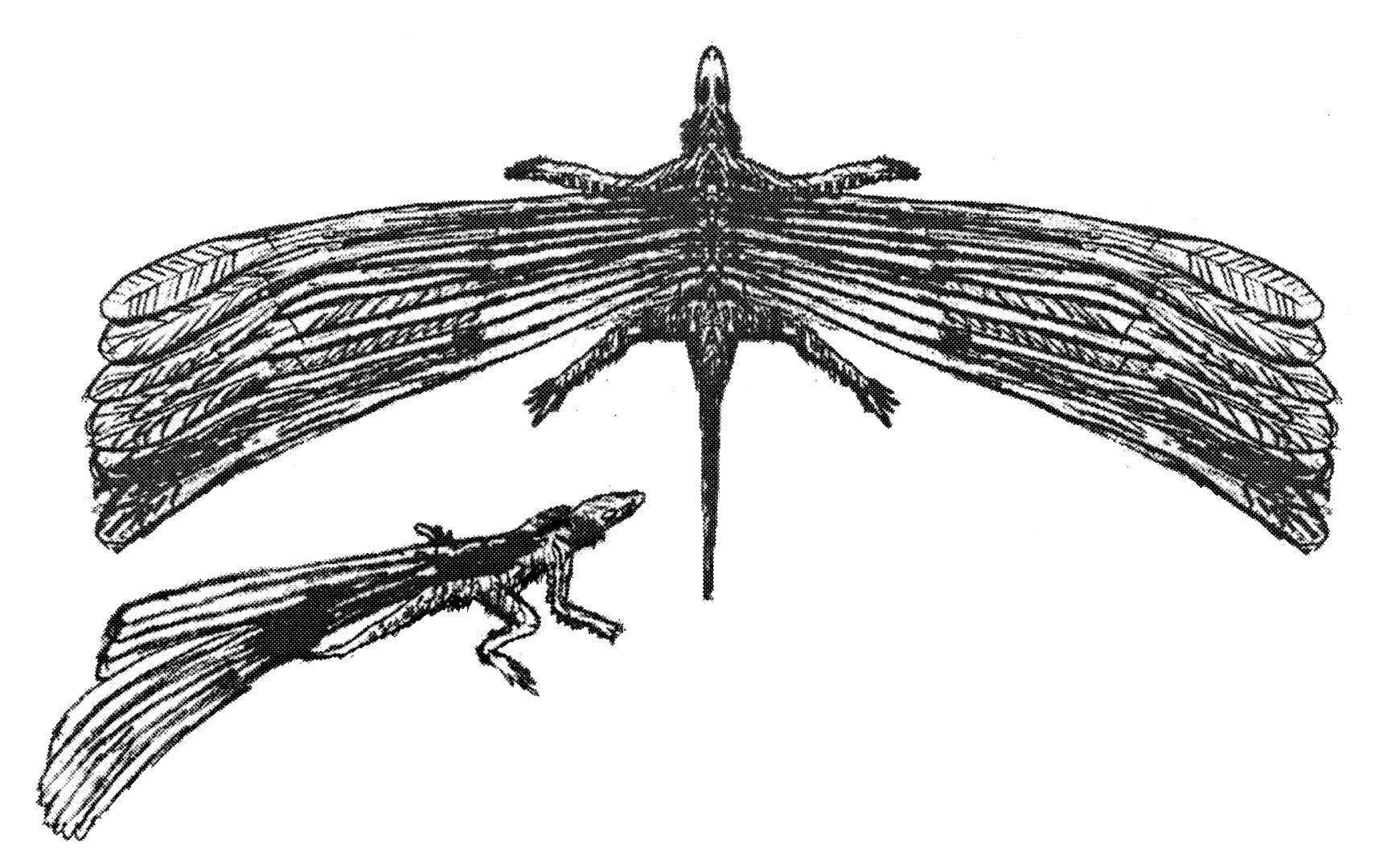
Interpretatie door de BANDit John Ruben

Sinds de jaren zeventig hebben de meeste wetenschappers de hypothese aanvaard dat vogels dinosauriërs zijn. Er is echter ook een kleine groep die haar verwerpt, de zogenaamde 'BAND' (Birds Are Not Dinosaurs), waar Alan Feduccia een vertegenwoordiger van is. Hun zoektocht naar alternatieve verwanten heeft echter weinig opgeleverd, wat hun ertoe bracht de normen steeds lager te leggen. Zo kwam ook Longisquama in beeld. Vasthoudende aan de verouderde gedachte dat het dier een archosauriër zou zijn, probeerde men de rugschubben te presenteren als een eerste fase in de ontwikkeling van veren, waaraan ze dus homoloog zouden zijn, en zo als een indicatie dat de vogels tot een veel basalere groep behoren dan de dinosauriërs.
Deze gedachte werd door de meeste paleontologen echter niet serieus genomen. In reactie daarop publiceerde Terry Jones in 2000 in Science een artikel waarin de bouw van de schubben in detail geanalyseerd werd. Verschillende overeenkomsten met de structuur van veren werden aangetroffen: het ontstaan uit een folikel; de aanwezigheid van een centrale schacht die lijkt op de calamus van een veer; de aanwezigheid daarin van holten, pulpae; en plooien op de vaan die lijken op de baarden van een veer. In 2001 kwam Richard Prum met een antwoord: de microstructuur van de schubben lijkt niet op die van veren en zelfs niet op die van schubben in het algemeen. Van echte baarden was volgens hem geen spoor te ontdekken. Het zou dus gaan om een membraanstructuur die toevallig op een veer leek, maar wel een afgeleide was van normale schubben. In 2008 kwam Sebastian Voigt tot een iets andere conclusie: in veel opzichten leken de schubben op veren maar ze waren er toch niet mee homoloog; ze zouden echter ook geen echte schubben geweest zijn maar een geheel unieke nieuwvorming. In 2012 stelde Voigt dat, indien Longisquama tot de Archosauromorpha behoort, de simpelste verklaring is dat deze groep oorspronkelijk een lichaamsbedekking had die zich kenmerkte door het ontstaan uit een cilindervormige schacht; de veren bij dinosauriërs, de haren van pterosauriërs en de aanhangsels van Longisquama zouden daar dan allemaal variaties van zijn.
Al deze problemen hebben ook de vraag opgeroepen of het bij deze vreemde structuren wel om resten van Longisquama gaat. Het is wel verondersteld dat het fossiel een toevallige combinatie is van een skelet met varenbladeren. Daarop kan ook het feit wijzen dat op de andere fossielen die dit soort schubben tonen, geen skeletdelen aanwezig zijn. Daartegen pleit echter dat ook de kleinere schubben bewaard zijn gebleven en het feit dat de rugschubben altijd asymmetrisch in één richting gekromd zijn. Bladeren die er erg op lijken zijn ook niet bekend. Gevonden zekere plantenfossielen uit de formatie zijn altijd bewaard als dunne koolstoffilms.
Een andere invalshoek waaronder Longisquama relevant zou kunnen zijn voor de dinosauriërs is de Birds Came First-hypothese van George Olshevsky, die stelt dat de verborgen hoofdstamlijn van de dinosauriërevolutie uit kleine vliegende boombewoners bestond. Olshevsky heeft Longisquama dan ook geïnterpreteerd als een lid van de Dinosauromorpha met opnieuw de rugschubben als primitieve veren, die zouden wijzen op een verhoogd metabolisme.

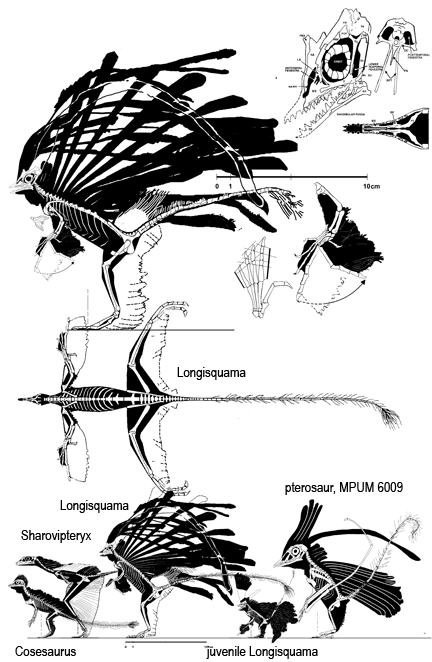
Het verbluffende resultaat van Peters fantasierijke interpretatie

Weer een andere benadering is gekozen door de amateurpaleontoloog David Peters, die begenadigd is met het vermogen om kenmerken te onderkennen die geen ander paleontoloog kan waarnemen; hij meent zelfs op vergrotingen van foto's de andere onbekende helft van Longisquama ontdekt te hebben en een enorme hoeveelheid andere veren, niet alleen op de rug maar ook nog aan de armen en de benen, alsmede een juveniel dier. Dit alles zou Longisquama volgens Peters desalniettemin een verwant van de pterosauriërs maken. Algemeen wordt aangenomen dat hij zich heeft laten misleiden door zijn methode foto's met een computerprogramma te bewerken; de fossielen zelf heeft hij nooit bestudeerd. Zijn 'vondsten' heeft hij echter wel weten te publiceren in populair-wetenschappelijke bladen.